# مسجد الحمادية
مسجد الحماديّة هو أكبر مسجد في بلدة الخضر الفلسطينية غرب مدينة بيت لحم ويخدم غالبية سكان البلدة. بُني المسجد في أوائل القرن الخامس عشر وأعاد سكان البلدة ترميمه في تسعينيات القرن العشرين.
وفقًا للمركز الدولي للإعلام في الشرق الأوسط، في عام 2008، قامت مجموعة من المستوطنين الإسرائيليين من أفرات وإليعازر بإحراق المسجد. طالب إمام المسجد والقيادة الإسلامية المحلية المساعدة من السلطة الوطنية الفلسطينية للمساعدة في إعادة بناء المسجد وحماية الخضر من هجمات المستوطنين المستقبلية.